# Eniwa
Eniwa (恵庭市, Eniwa-shi) és una ciutat de la subprefectura d'Ishikari, Hokkaido, al Japó. El 2015 tenia una població estimada de 68.956 habitants.
El primer assentament conegut a l'àrea de l'actual Eniwa correspon al període Jōmon, al voltant del 7.000 aC. La ciutat actual d'Eniwa fou establerta el 1970.